# Коньки (Удмуртия)
Коньки (удм. Куӵос) — деревня в Завьяловском районе Удмуртской Республики Российской Федерации.

## География
Находится по берегу реки Коньки, в 29 км к юго-востоку от центра Ижевска и в 19 км к югу от Завьялово.

## История
До 25 июня 2021 года входила в состав Бабинского сельского поселения, упразднённое в связи с преобразованием муниципального района в муниципальный округ.

## Население
| 2010 | 2012 |
| ---- | ---- |
| 51   | ↘50  |

### Национальный и гендерный состав
Согласно результатам переписи 2002 года, в национальной структуре населения удмурты составляли 97 % из 59 чел., из них 23 мужчины, 36 женщин.

## Инфраструктура
Личное подсобное хозяйство.

## Транспорт
Деревня доступна по просёлочным дорогам.